# Leonardo Bistolfi
Leonardo Bistolfi (ur. 15 marca 1859 w Casale Monferrato, zm. 3 września 1933 w La Loggii) – włoski rzeźbiarz i polityk, przedstawiciel symbolizmu.
W roku 1876 rozpoczął studia u Giosuè  Argentiego w mediolańskiej Akademii Sztuk Pięknych di Brera. Od roku 1880 kontynuował naukę u Odoarda Tabacchiego w turyńskiej Accademia Albertina. Prace Bistolfiego z początkowego okresu twórczości (Praczki, Wieczór, Zachód słońca, Kochankowie) zdradzają, że bliskie mu były założenia ruchu scapigliatura, jednak już Anioł śmierci z roku 1882 i popiersie Antonia Fontanesiego z roku 1883 świadczą o fascynacji symbolizmem, któremu pozostał wierny do końca życia. Jest autorem medalionów i rzeźbiarskich portretów ukazujących włoskie osobistości: malarza Lorenza Delleaniego, królów Wiktora Emanuela II i Humberta I, kryminologa Cesare Lombrosa, pisarzy Edmonda De Amicisa i Vittoria Berseazia oraz publicystę Emilia Trevesa.
W latach 1892–1908 Bistolfi zajmował się często sztuką sepulkralną, tworząc wiele posągów i płaskorzeźb nagrobnych. W latach 1895–1905 wystawiał swoje prace na Biennale w Wenecji. W roku 1902 wraz z Davidem Calandrą, Giorgiem Ceragiolim, Enrikiem Reycendem i Enrikiem Thovezem założył pismo o sztuce „L’Arte Decorativa Moderna”. Do jego znanych dzieł należą także pomniki poświęcone: ofiarom wojny (Poległym, Casale Monferrato), bojownikowi Giuseppe Garibaldiemu (Savona), malarzowi Giovanniemu Sagantiniemu (Piękno wyzwolone z materii, Rzym) i poecie Giosuè Carducciemu (Bolonia).   
Odznaczony Orderem Zasługi za Pracę (1890) oraz Orderem Sabaudzkim Cywilnym (1913).